# Philipp August Wilhelm von Werther
Philipp August Wilhelm von Werther (* 19. Mai 1729 in Gersdorf; † 1. Juli 1802 in Königsberg) war ein preußischer Generalleutnant und Chef des Dragonerregiments Nr. 6.

## Leben

### Herkunft
Er war der Sohn von Hans Heinrich von Werther († 1754) und dessen Ehefrau Elisabeth Dionysia Philippine, geborene von Borcke (1702–1762). Sein Vater war preußischer Kapitän a. D., zuletzt im Infanterieregiment „von Borcke“, und Erbherr von Alt-Strudnitz und Kallies. Seine Mutter war eine Tochter des Kanzlers der Neumark Georg Matthias von Borcke (1671–1740) und Schwester des Ministers Kaspar Wilhelm von Borcke. Der Generalmajor Georg Ehrenreich von Werther (1742–1816) war sein Bruder.

### Militärkarriere
Werther kam am 5. November 1732 auf das Gymnasium in Stargard in Pommern. Er ging dann in preußische Dienste und kam als Fahnenjunker in das Dragonerregiment „von Möllendorff“. Dort wurde er am 8. März 1747 Fähnrich und am 9. Juni 1752 Sekondeleutnant. Am 13. November 1754 erhielt Werther drei Monate Urlaub, um seine Mutter in Falkenberg in der Neumark besuchen zu können. Während des Siebenjährigen Krieges kämpfte er in den Schlachten von Kunersdorf, Groß-Jägersdorf, Kay und Zorndorf. In der Zeit wurde er am 14. September 1759 Premierleutnant und am 19. November 1760 Stabskapitän.
Nach dem Krieg wurde er am 17. September 1766 Kapitän und Eskadronchef sowie am 8. Dezember 1770 Major. Als solcher nahm er auch noch am Bayrischen Erbfolgekrieg teil.
Am 25. Mai 1782 stieg er zum Oberstleutnant auf und am 24. September 1782 zum Oberst. Am 31. Juli 1787 wurde er zum Kommandeur des Dragonerregiments „Graf von Posadowsky“ ernannt. Am 8. Juni 1789 verlieh ihm der König bei der Revue bei Heiligenbeil den Orden Pour le Mérite und am 9. April 1790 wurde Werther Chef des Dragonerregiments „von Rohr“. Kurz darauf, am 13. August 1790 erhielt er die Ernennung zum Generalmajor. Während des Ersten Koalitionskrieges wurde Werther in Vertretung des Generals Kalckreuth Generalinspekteur der Ostpreußischen Kavallerieregimenter, wofür er eine Zulage von 500 Talern erhielt. Am 1. Januar 1796 wurde er dann noch Generalleutnant. Am 29. Mai 1796 konnte er sein 50-jähriges Dienstjubiläum feiern. Bei dieser Gelegenheit erhielt er von den Offizieren des Regiments eine wertvolle Medaille. Am 5. Juni 1798 erhielt er bei der Revue auch den Roten Adlerorden. Er starb am 1. Juli 1802 in Königsberg in Preußen.
Der Bildhauer Karl Wichmann erschuf 1835 eine Büste des Generals.

### Familie
Werther hatte sich am 20. Januar 1764 in der Schlosskirche in Königsberg mit Wilhelmine Katharine von Hirsch (* 1741; † 28. März 1765) aus dem Haus Regitten verheiratet. Dieser Ehe entstammt:
- Sophie Karoline Wilhelmine (* 12. März 1765 in Königsberg; † 17. November 1815 ebenda)

⚭ 2. Mai 1781 Philipp Wilhelm Heinrich von Borcke (* 8. Oktober 1757; † 4. Oktober 1824), Herr auf Falkenberg
⚭ 1790 Johann Stephan von Bojanowsky (* 19. Oktober 1757; † 20. März 1813), Herr auf Deutschkessel
Nach dem frühen Tod seiner ersten Frau heiratete Werther am 6. Februar 1770 in Königsberg Sophie Albertine Elisabeth von Korff (* 22. April 1744; † 22. Juli 1795) aus dem Haus Bledau. Sie war die älteste Tochter des preußischen Ministers Friedrich Alexander von Korff. Das Paar hatte folgende Kinder:
- Friederike Karoline Sophie (* 8. Dezember 1770 in Königsberg) ⚭ 12. Januar 1791 Ernst Siegmund Samuel Schack von Wittenau, Kapitän im Dragonerregiment Nr. 6
- Heinrich August Alexander Wilhelm (1772–1859), preußischer Außenminister ⚭ Gräfin Josephine von Sandizell (* 18. Mai 1777; † 8. November 1853)